# 初军威
初军威（1971年12月—），男，黑龙江省巴彦县人，中华人民共和国官员，中国共产党党员，现任中共北京市丰台区委副书记，丰台区人民政府副区长、代区长。

## 生平

### 早年
初军威1991年考入洛阳工学院（今河南科技大学）电气工程系自动化专业，曾担任年级长，1995年毕业。在校期间，他于1992年5月加入中国共产党。毕业后，他被分配到冶金工业部自动化研究院任助理工程师，后于1998年1月出任冶金工业部人才中心北京天地龙公司总经理。

### 任职中关村
2000年3月，他调动到北京市新技术产业发展服务中心当干部。2002年6月，他被任命为北京市中关村管委会留学人员创业服务总部主任。2003年1月至2007年9月间，他曾担任了北京市中关村科技园区管委会人才资源处副处长、处长、留学人员创业服务总部主任。其间，他在2001年3月至2003年8月攻读北京大学光华管理学院工商管理硕士，2003年8月至2007年6月在北京理工大学管理与经济学院攻读管理学在职博士。

### 青海
2007年9月，初军威以中共中央组织部、共青团中央第八批赴青海博士服务团团长身份到青海省挂职锻炼，出任海東地區行署副专员。2008年12月，他改而担任中国共青团青海省委副书记。2011年4月至2013年7月间，他担任了中共海东地委委员、行署副专员兼海东工业园区管委会副主任，期间自2011年7月起兼任海东工业园区党工委委员。2013年7月，他晋升中共海东市委常委，同时担任海东市副市长兼海东工业园区党工委委员、管委会副主任。

### 回到北京
2016年10月，初军威回到北京市，出任顺义区副区长、中共顺义区委常委，2017年3月兼任北京临空经济核心区管理委员会主任。2018年6月，他交流担任中共北京市通州区委副书记。2020年4月，初军威被任命为中共北京市丰台区委副书记，并被选为丰台区副区长、代区长，2020年12月31日在丰台区第十六届人民代表大会第八次会议上当选为区长，2021年12月16日在丰台区第十七届人民代表大会第一次会议上连任。